# 1775 Zimmerwald
Az 1775 Zimmerwald (ideiglenes jelöléssel 1969 JA) a Naprendszer kisbolygóövében található aszteroida. Paul Wild fedezte fel 1969. május 13-án.